# Междоусобная война на Руси (1158—1161)
Междоусобная война на Руси (1158—1161) — борьба за власть в Киевском и других княжествах, начавшаяся в период киевского княжения Изяслава Давыдовича из-за его вмешательства в борьбу за власть в Галиче. Главным соперником Изяслава в борьбе за киевское великое княжение выступал старший в роду Мономаховичей Ростислав Смоленский, основные наступательные действия предпринимались Мстиславом Волынским. В итоге Изяслав Давыдович был убит чёрными клобуками.

## Предшествующие события
В 1144 году, во время отъезда галицкого князя Владимира Володаревича на охоту, галичане пригласили на княжение его племянника, Ивана Ростиславича. Вернувшийся князь взял город и наказал изменников. Иван был изгнан и в последующий период вместе со своей дружиной служил различным князьям, не имея удела.
В декабре 1154 года, когда Ростислав Мстиславич ушёл из Киева, чтобы защитить свои смоленские владения от Юрия Долгорукого, Киев был ненадолго занят Изяславом Давыдовичем, но при приближении Юрия уступлен ему. Мстислав Изяславич вынужден был покинуть Переяславль, в то время ещё входивший в состав Киевского княжества, и бежать к младшему брату Ярославу в Луцк (во Владимире-Волынском после смерти Святополка Мстиславича сидел другой дядя Мстислава, Владимир, самый младший из Мстиславичей, мачешич).
В 1156 году Мстислав Изяславич выгнал дядю из Владимира, чем дал повод Юрию Долгорукому для вторжения на Волынь. Однако Юрий сделал это не в интересах Владимира Мстиславича, а в интересах другого своего племянника, Владимира Андреевича, стремясь реализовать соглашение с его отцом, по которому их дети должны были унаследовать земли своих отцов (аналогичную попытку предпринимал в 1146 году Вячеслав Владимирович, но также неудачно). После 10-дневной осады Владимира-Волынского Юрий отступил, тем самым де-факто признав независимость Волыни от Киева, а Владимиру Андреевичу дал Погорину (Дорогобуж, Пересопница). Ростислав Смоленский, как старший в роду Мстиславичей, прежде признавший старшинство дяди, теперь был недоволен его вмешательством в дела своих родственников, чем воспользовался Изяслав Давыдович, образовав союз с ним и Мстиславом против Юрия.
Предположительно, Юрий Долгорукий был отравлен киевлянами; они разграбили дворы его дружинников и сообщили о его смерти Изяславу. Получив это известие, тот поблагодарил Бога, что спор оказался решён смертью, а не кровопролитием. Изяслав вокняжился в Киеве и попытался сохранить за собой Чернигов, оставив там племянника, Святослава Владимировича. Но Святослав Ольгович со Святославом Всеволодовичем пошли на Чернигов, Изяслав вышел наперехват с Мстиславом Изяславичем, но до битвы дело не дошло. Святослав Ольгович сел в Чернигове, Святослав Всеволодович — в Новгороде-Северском.
В 1156 году Глеб Юрьевич Переяславский женился на дочери Изяслава Давыдовича, а после смерти отца в 1157 году смог удержаться в Переяславле, тем самым отделив его от Киевского княжества. Тогда же правителем Северо-Восточной Руси стал Андрей Юрьевич. Мстислав Юрьевич был изгнан из Новгорода, на его место приглашён смоленский княжич Святослав Ростиславич. На место уехавшего из Турова Бориса Юрьевича туда приехал изгой, потомок Святополка Изяславича, Юрий Ярославич. Изяслав со смолянами, галичанами и полочанами двинулся на Туров, планируя посадить там на княжение Владимира Мстиславича, но город взять не смог.

## Княжение Изяслава в Киеве (1157—1158)
В 1158 году Рогволод Борисович, женатый на дочери Изяслава Мстиславича, после 7-летнего перерыва вернулся в Полоцк, выгнав Ростислава Глебовича, женатого на сестре Юрия Ярославича.
Ещё при утверждении Юрия Долгорукого в Киеве галицкий изгнанник Иван Берладник должен был быть выдан Ярославу Осмомыслу, но этому воспротивилось духовенство, и Юрий отправил Ивана в Суздаль. Но Изяслав Давыдович отбил его по дороге, а после вокняжения в Киеве ответил многочисленному посольству Галича, Смоленска, Волыни и Чернигова отказом в его выдаче. Вскоре Иван с половцами и 6 тыс. берладников вторгся в галицкие владения с юга.
Отозвав Берладника, Изяслав планировал общий поход на Галич, получив известие от сторонников Ивана из Галича и заручившись поддержкой племянника и Ольговичей. Святослав Ольгович предостерегал его от похода, заверяя в своей помощи только в случае обороны, даже велел ему возвращаться. Тогда Изяслав решил обойтись без него, пригрозив, что в случае удачи по возвращении выгонит его из Чернигова. Изяслав с 20 тыс. половцев осадил Белгород, уже занятый Мстиславом. После измены чёрных клобуков Изяславу пришлось уйти за Днепр, где он занял область вятичей, подвластную Чернигову (осень 1158). Мстислав занял Киев (декабрь 1158) и пригласил в Киев Ростислава Мстиславича, но тот, опасаясь оказаться на том же положении, на котором был Вячеслав Владимирович в предыдущую междоусобицу, отправил впереди себя посольство. Ипатьевская летопись, в которой вокняжение Ростислава датируется апрелем 6667 года, находит здесь возможное соответствие с Новгородской летописью, упоминающей под 6667 годом вокняжение в Киеве Мстислава. Было решено просить нового митрополита из Константинополя взамен Клима, поставленного в своё время Изяславом Мстиславичем без согласия патриарха, и Константина, который проклял Изяслава; также Мстислав получил Белгород, Торческ и Треполь, то есть практически всю Киевскую землю, за исключением столицы.

## Княжение Ростислава в Киеве

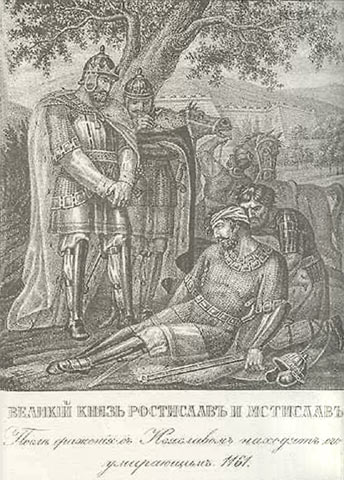
Борис Чориков. Ростислав и его племянник Мстислав находят умирающего Изяслава.

Ростислав Мстиславич со Святославом Ольговичем договорились о союзе, Рюрик Ростиславич был послан к Святославу, а внучатый племянник Святослава Всеволод Святославич — к Ростиславу.
Юрий Ярославич туровский предпринял нападение на Путивль, вероятно, союзный Изяславу Давыдовичу, и дошёл до Выря — одной из его баз. В ходе столкновения черниговский княжич Олег Святославич, вероятно, участвовавший в походе вместе с Юрием, убил половецкого хана Сантуза.
В 1159 году Ростислав посылал войска на помощь Рогволоду Борисовичу, вернувшемуся к власти в Полоцке, против Ростислава Глебовича минского.
Изяслав предпринял нападение на Чернигов с половцами, но Святославу пришёл на помощь галицко-волынский отряд. Изяслав дважды отступал и после перерывов вновь приближался к Чернигову, но овладеть им не смог. Тогда он прошёл на север, в смоленские владения Ростислава, и вывел оттуда 10 тыс. пленных.
Святослав Ольгович, Святослав Всеволодович и Рюрик Ростиславич осадили во Вщиже племянника Изяслава, Святослава Владимировича. Изяслав организовал брак Святослава с дочерью Андрея Боголюбского, и тот вступил в войну. Весть о приближении владимирских и муромских войск заставила союзников отступить от Вщижа, но после их ухода осада возобновилась, и вщижский князь вынужден был признать старшинство Святослава Ольговича. Более глубокого участия в усобице Андрей Боголюбский не принял, уступая в старшинстве обоим главным претендентам на киевский престол. Однако, племянник Андрея Мстислав Ростиславич был принят в Новгороде вместо изгнанного Святослава Ростиславича (1160).
Приглашённый Ростиславом в Поросье черниговский княжич Олег узнал о плане своего захвата и выехал в Курск. Роман Ростиславич смоленский сообщил Изяславу о том, что его отец готов отдать тому Чернигов. В союз с Изяславом вступили и Всеволодовичи северские. Святослав же Ольгович, несмотря ни на что, к ним не присоединился.
Изяслав осадил Переяславль, стремясь заставить своего зятя Глеба Юрьевича выступить на своей стороне, но Ростислав выступил к Треполю, и Изяслав снял осаду. Тогда Ростислав вернулся в Киев и распустил войско, Изяслав перешёл Днепр у Вышгорода, был принят в Киеве (12 февраля 1161) и осадил Белгород. Святослав Ольгович звал Изяслава вернуться на левобережье: здесь вся твоя правда будет, — но безуспешно. На помощь городу шли Мстислав с галичанами и чёрные клобуки. Узнав об их приближении, Изяслав бежал, но не смог оторваться от погони шедших впереди войск противника чёрных клобуков и был убит.

## Последующие события
Ростислав утвердился в Киеве, но не дал Мстиславу ничего из киевских волостей (в Торческ приехал Давыд Ростиславич (сместил Мстиславова наместника), в Белгород — Мстислав Ростиславич), однако в 1163 году пересмотрел своё решение и вернул Мстиславу почти все киевские волости, которыми тот владел прежде (взамен Триполя, данного Ростиславом Владимиру Мстиславичу вместо отобранного у него Слуцка, Мстислав получил Канев). Юрий Ярославич утвердился в Турове, окончательно обособив его от Киева (1162). В 1161 году в Новгород вернулся Святослав Ростиславич. В 1162 году к власти в Полоцке пришёл Всеслав Василькович, который женился на дочери Ростислава Мстиславича и посадил в Витебске его сына Давыда.